# Altruïsme
Altruïsme of onbaatzuchtigheid is een handeling, een gewoonte of de bereidheid om iets bij te dragen zonder er zelf baat bij te hebben en ook wel een ethische doctrine.  
Het woord is voor het eerst gevormd in 1851 door de filosoof Auguste Comte (1798 - 1857), afgeleid van het Latijnse woord "alter" (een ander) in de betekenis van onbaatzuchtig in tegenstelling tot het veel oudere woord egoïsme.

## Kenmerken
Altruïsme bij mensen wordt gekenmerkt door:
- Anderen behulpzaam zijn met geen of nauwelijks eigenbelang (de informele definitie). Dit is verschillend van elkaar behulpzaam zijn, aangezien dat vaak gepaard gaat met eigenbelang.
- Acties die anderen op een netto basis helpen met een positief of neutraal effect op degene die de actie onderneemt ongeacht iemands persoonlijke filosofie, motivatie of de oorzaak van zijn acties. Dit type altruïstisch gedrag wordt in de ecologie vaak aangeduid als "commensalisme".
- Een ethische doctrine die vindt dat individuen een morele plicht hebben elkaar te helpen, indien noodzakelijk tot de uitsluiting van diens eigen interesses of voordelen. Iemand die een dergelijke doctrine aanhangt staat bekend als een "altruïst".

Dit concept heeft een lange geschiedenis in het filosofische en ethische gedachtegoed en is sinds de jaren 1970 een thema geworden voor psychologen, sociologen, evolutionair biologen, experimentele economen, speltheoretici en ethologen. Terwijl ideeën over altruïsme van een vakgebied invloed kunnen hebben op de andere vakgebieden, hebben de verschillende methoden en doelen van deze vakgebieden geleid tot verschillende zienswijzen m.b.t. altruïsme.

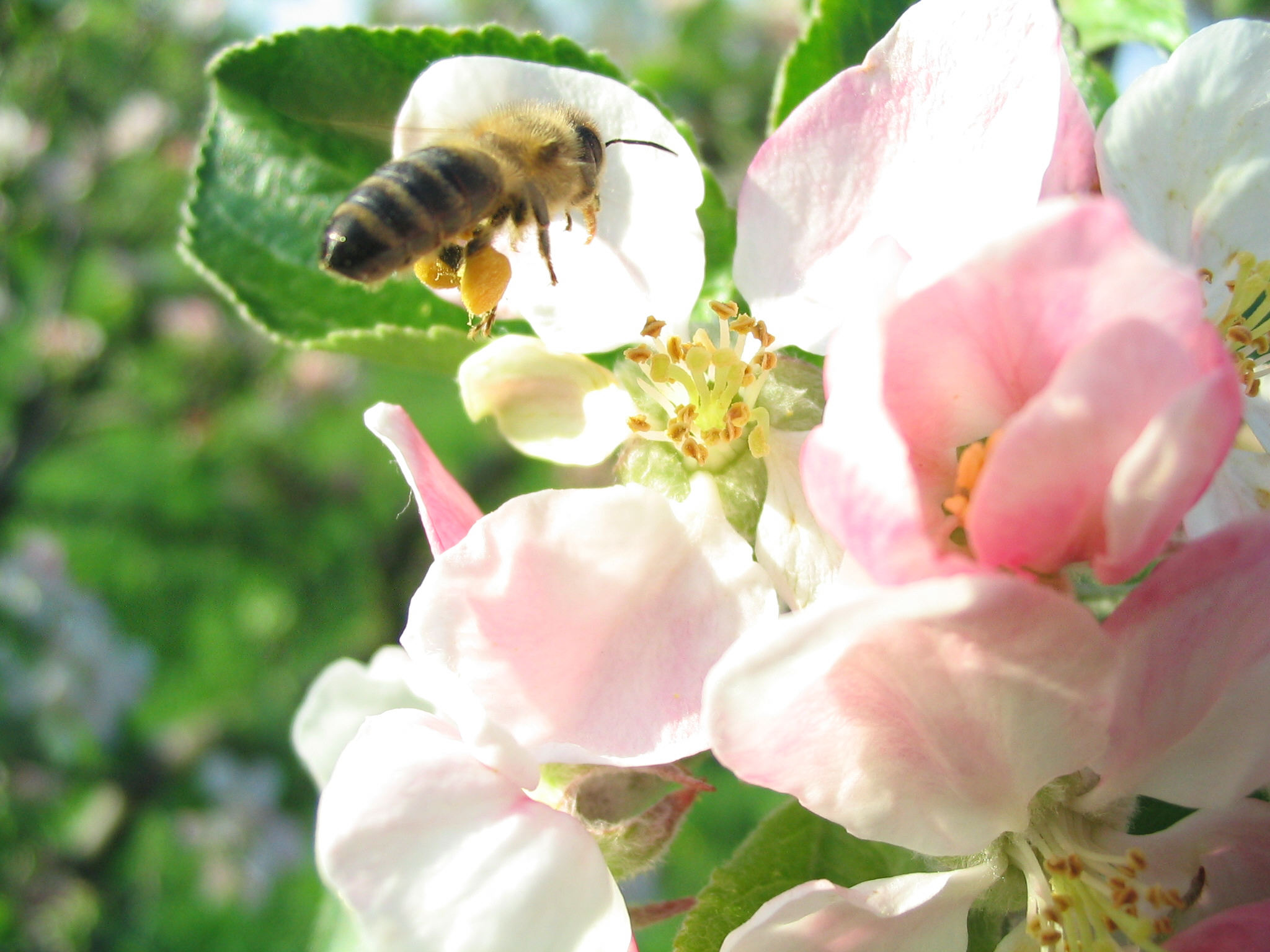
De bijenwerkster, een voorbeeld van altruïsme binnen het dierenrijk

## Altruïsme bij dieren
Altruïsme is niet een puur menselijke eigenschap, maar wordt ook vaak aangetroffen bij dieren en met name dieren die in sociale groepen leven. Hier kan het vormen aannemen als: alarmeren als er een predator wordt waargenomen, voedsel delen met soortgenoten, of samenwerken om een beloning te krijgen. Men spreekt ook wel van prosociaal gedrag. Aziatische olifanten (Elephas maximus) werken bijvoorbeeld samen in de vorm van samen aan een touw trekken voor beloning. Bij chimpansees (Pan troglodytes) lijkt onbaatzuchtig gedrag zoals delen van voedsel minder vanzelfsprekend, en afhankelijk van de houding van de ontvangende partner, maar komt onder de vorm van adoptie van verweesde jongen van niet-verwante groepsleden wel voor. Wanneer dieren altruïstisch gedrag vertonen zal het indirect ook voordeel opleveren voor zichzelf, hetzij door later iets terug te krijgen van degene naar wie hij altruïstisch gedrag heeft vertoond (wederkerig altruïsme), hetzij door een voordeel te creëren voor naaste familieleden die genetisch verwant zijn. Een voorbeeld van deze tweede vorm is bijvoorbeeld te vinden bij bijen waarbij de werksters al hun energie geven voor hun naaste familieleden zonder zelf nakomelingen te kunnen krijgen.
Eigenschappen van dieren die leiden tot handelingen die enkel nadelig zijn voor dat dier zullen uiteindelijk uitgeselecteerd worden en komen dus ook niet voor in het dierenrijk. Uitzondering hierop is de mens waarbij individuen altruïstisch gedrag kunnen vertonen voor een hoger doel. Mogelijk is de oorzaak van dit altruïstische gedrag niet genetisch (zoals dat bij dieren het geval is, waarbij nadelig gedrag uitgeselecteerd wordt), maar sociaal. Er zijn diverse theorieën en vormen van altruïsme bij de mens aangetoond of verondersteld: bloedverwantschap is een duidelijk motief (denk aan moederliefde), evenals wederkerigheid. Voorts memetica, "getolereerde diefstal" (bij een jager met overvloedige buit), vertoon van kracht en pracht, met sociale voordelen.

### Altruïsme en evolutie
Binnen de sociobiologie en evolutiebiologie wordt een levendige discussie gevoerd over de vraag wat de biologische wortels zijn van altruïstisch gedrag bij dieren. en mensen. Voorbeelden zijn: werkbijen binnen een kolonie, olifanten die zorgen voor de jongen van soortgenoten en vogels die andere vogels waarschuwen als er gevaar dreigt met gevaar voor eigen leven. Een kernbegrip in de evolutietheorie is het begrip fitness: het krijgen van meer nakomelingen van individuen die beter zijn aangepast aan een bepaald milieu. Altruïsme gaat echter gepaard met zelfopoffering en dit laatste lijkt in tegenspraak met het eigen voortbestaan, omdat in feite de genen van de anderen worden geholpen. Een bijzonder vorm van altruïsme bij dieren is eusocialiteit. Eusocialiteit is gedrag dat vooral optreedt in insectenkolonies waarbij er sprake is van vruchtbare en onvruchtbare kasten en een koningin. Bijvoorbeeld in bijenkolonies "helpen" onvruchtbare werksters de koningin om veel eieren te leggen, in plaats van zelf nakomelingen te krijgen.

### Eusocialiteit en inclusieve fitness
In een kolonie insecten of in een groep zoogdieren blijken sommige individuen vooral soortgenoten met dezelfde genetische eigenschappen te helpen met voortbestaan en reproductie. Dit principe noemt men ook wel verwantschapsselectie ((en)  kin selection): het bevoordelen van nauwe verwanten ten opzichte van niet-verwanten. Soms gaat dit gedrag zelfs ten koste van de eigen overleving en/of reproductie. De bloedverwanten zijn dragers van dezelfde genen, en zo bevoordeelt de altruïst weliswaar "andermans" genen, maar daarmee indirect ook weer zichzelf. De hypothese die hierop is gebaseerd wordt ook wel inclusieve fitness genoemd; de som van directe fitness (bevorderen van eigen genen) en indirecte fitness (bevorderen van genen van bloedverwanten). Volgens deze hypothese is verwantschap tussen individuen een voorwaarde voor altruïsme en eusocialiteit.

### Altruïsme en eusocialiteit beschouwd vanuit natuurlijke selectiemodellen
Een nieuwe hypothese die veld lijkt te winnen zegt echter dat de sterke genetische verwantschap van dieren die in kolonies leven niet de oorzaak maar het gevolg is van kolonievorming. Een kolonie ontstaat namelijk als er in de natuur sprake is van een duidelijk afgebakende en verdedigbare plek waar voedsel verkrijgbaar is. Dit trekt dieren aan die geneigd zijn op die plek te blijven, en hun eigen nageslacht te voorzien van voedsel en bescherming. Vermoedelijk is in een vroeg evolutionair stadium bij deze dieren al sprake van aangeboren (pre-adaptieve of primitieve) eusociale gedragskenmerken. Het begint met een solitaire voorouder die geleidelijk wordt omgeven door niet-reproductieve werkers. De fitness (=voordelen voor voortbestaan) is dan voor alle leden van de kolonie even groot. "Daarom" zullen leden van de kolonie ook primair elkaar en niet buitenstaanders bevoordelen. Dit principe geldt ook voor kolonies die niet de specifieke genetische kenmerken bezitten van bijen en mieren. De grote genetische verwantschap tussen individuen in de kolonie is hier niet zoals bij de inclusieve fitness theorie de oorzaak, maar eerder een gevolg van eusociaal gedrag. De werkelijke oorzaak is de aanwezigheid van een verdedigbaar en duurzaam nest en een sterke groepscohesie, die op den duur leiden to verspreiding van z.g. eusociale allelen.